# Tall, Tall Trees
Singles de Alan Jackson
I Don't Even Know Your Name
(1995) I'll Try
(1996)
"Tall, Tall Trees" est une chanson coécrite par les chanteurs américains George Jones et Roger Miller. Les deux chanteurs ont chacun enregistré leur propre version : Jones sur son album de 1958 Long Live King George, et Miller sur son album de reprises de 1970 A Trip in the Country.
La chanson n'a cependant pas été publiée en single avant octobre 1995, par Alan Jackson, l'une des chansons enregistrées spécialement pour sa compilation de 1995 The Greatest Hits Collection. La reprise de Jackson est son onzième single à atteindre la première place des Billboard country charts.

## Texte et musique
La chanson est un morceau énergique dans lequel le narrateur promet à son amour qu'il lui donnera tout ce qu'elle voudra, que ce soit une « big limousine » (grande limousine), une « great big mansion » (grande maison), ou « tall tall trees and all the waters and the seas » (de grands grands arbres et toutes les eaux des mers).
Dans le livret de son album Greatest hits, Alan écrit : « C'est un vieux morceau de Roger Miller sur lequel je suis tombé par hasard. C'est une chanson vraiment sympa avec un air un peu cajun. J'ai toujours été un grand fan de Roger et quand il a fallu enregistrer deux nouvelles chansons pour cette compilation, je n'ai pas pu résister. Après l'avoir enregistrée, on a découvert que George Jones l'avait coécrite ; je pense que George a même oublié qu'il l'a écrite. Je suis fier d'avoir une opportunité d'enregistrer une chanson écrite par deux de mes chanteurs préférés. ».

## Réception
Deborah Evans Price, du Billboard magazine a réservé un accueil favorable à la version de Jackson, déclarant que le chant de Jackson « évoque la combinaison adéquate de dévotion et d'espièglerie sur ce morceau dans lequel un homme promet à son amour de lui offrir n'importe quoi, d'une grande maison à de grands grands arbres. »

## Clip vidéo
Le clip a été réalisé par Sherman Halsey et a été diffusé pour la première fois en octobre 1995.

## Positions dans les hits-parades
"Tall, Tall Trees" est entré dans le U.S. Billboard Hot Country Singles & Tracks à la 51e place pour la semaine du 21 octobre 1995.
| Chart (1995)                                | Position |
| ------------------------------------------- | -------- |
| U.S. Billboard Hot Country Singles & Tracks | 1        |
| Canadian RPM Country Tracks                 | 1        |